# Benjamin Genton
Pour les articles homonymes, voir Genton.
Benjamin Genton est un footballeur français né le 20 mai 1980 à Paris et évoluant au poste de défenseur.

## Biographie

### Enfance et jeunesse
Il a grandi du côté de Jouy-en-Josas dans les Yvelines, il a commencé le football au Union sportive de Jouy-en-Josas puis à Versailles. À 15 ans, il part au centre de formation de Montpellier mais le quitte l'année suivante. Puis retour en banlieue parisienne à l'AC Boulogne-Billancourt où il fait deux saisons en 17 ans nationaux avant d'atterrir à l'US Créteil. Parallèlement, il poursuit ses études après son baccalauréat, il réussit à obtenir une licence STAPS.

### Créteil
Il commence à jouer en professionnel, à l'âge de 21 ans, dans le club de l'US Créteil-Lusitanos en D2. Lors de son premier match, il marque un but contre Le Mans. Par la suite, il s'imposera comme un titulaire indiscutable où il forme une charnière centrale avec Sammy Traoré.

### Lorient
Après 3 ans à Créteil, il rejoint le FC Lorient en 2004 grâce à Charles Biétry qui était membre du conseil d'administration du club breton. Dans une équipe entraînée par Christian Gourcuff, aux côtés de joueurs comme Stéphane Pédron ou Bakari Koné, il trouve sa place comme titulaire. Il dispute 73 matchs de championnat sur 76 matchs possibles et participe à la montée en Ligue 1 de Lorient lors de la saison 2005-2006.
Il ne s'impose pas en Ligue 1 comme il s'est imposé en Ligue 2, dans une équipe lorientaise qui fonctionne bien. Pendant quatre ans, il sera barré par d'autres défenseurs centraux de qualité comme Sylvain Marchal, Michaël Ciani, Laurent Koscielny, Bruno Ecuele Manga ou Grégory Bourillon.

### Le Havre
Le 27 juillet 2010, le FC Lorient officialise le départ de son joueur pour le club du Havre AC en Ligue 2 après 6 années passées au club. Il y signe un contrat de trois ans. L'indemnité de transfert est évaluée à 0,3 million d'euros.
Au Havre, il trouve rapidement une place de titulaire en défense centrale, étant même nommé vice-capitaine par son coach Cédric Daury. À l'issue de la saison 2010-2011, il figure dans l'équipe type du championnat dans le cadre du Trophée UNFP, étant considéré comme l'un des deux meilleurs défenseurs centraux par les autres joueurs de Ligue 2.
Il aura l'occasion de retrouver son ancien club du FC Lorient en 32e de finale de Coupe de France (le 7 janvier 2012)

### Fin de carrière et reconversion
Le 05 septembre 2014, le FC Lorient annonce que Benjamin Genton "a choisi de mettre un terme à sa carrière de joueur pour entrer en formation d’éducateur.[...] Il y rejoin[dra] le staff de Sylvain Ripoll, où il s’occupera de la réathlétisation des blessés, tout en collaborant à la cellule supervision, en coordination avec Christophe Le Roux."
En avril 2022, après deux ans de formation au CNF Clairefontaine, il est diplômé du brevet d'entraîneur formateur de football (BEFF). 

## Saison par saison
| Saison    | Club                 | Div. | Matchs Champ. | Buts Champ. |
| --------- | -------------------- | ---- | ------------- | ----------- |
| 2001-2002 | US Créteil           | D2   | 35            | 3           |
| 2002-2003 | US Créteil-Lusitanos | D2   | 36            | 0           |
| 2003-2004 | US Créteil-Lusitanos | D2   | 18            | 0           |
| 2004-2005 | FC Lorient           | D2   | 35            | 0           |
| 2005-2006 | FC Lorient           | D2   | 38            | 0           |
| 2006-2007 | FC Lorient           | D1   | 7             | 0           |
| 2007-2008 | FC Lorient           | D1   | 10            | 0           |
| 2008-2009 | FC Lorient           | D1   | 23            | 0           |
| 2009-2010 | FC Lorient           | D1   | 8             | 0           |
| 2010-2011 | Le Havre AC          | D2   | 32            | 0           |
| 2011-2012 | Le Havre AC          | D2   | 28            | 0           |
| 2012-2013 | Le Havre AC          | D2   | 12            | 1           |

## Palmares

### En club
- Coupe Michel Bethe : Champion en 2025 avec le Ploemeur FC 56

## Vie personnelle
Il est le frère ainé de Florian Genton, journaliste ayant officié sur Orange sport et RMC. De 2006 à 2008, il animait la rubrique Genton's Brothers avec son frère les week-ends de match dans l'Intégrale Sport (un jeu de questions-réponses sur la préparation d'un match, l'ambiance, le discours du coach...). Puis, il fut intervenant dans l'émission Luis Football Tour d'Orange sport et co-animateur de Luis Attaque de RMC, deux émissions présentées par Luis Fernandez et son frère. Il est par la suite devenu journaliste sur Beinsport.
Il est également le père d'Enzo Genton, qui évolue, comme lui il y a quelques années, au FC Lorient. 
Il est ami d'enfance avec les frères Cheyrou (Bruno et Benoît).
- Équipe type de Ligue 2 2010-2011 avec Le Havre